# Hilfsdienst (Schweizer Armee)

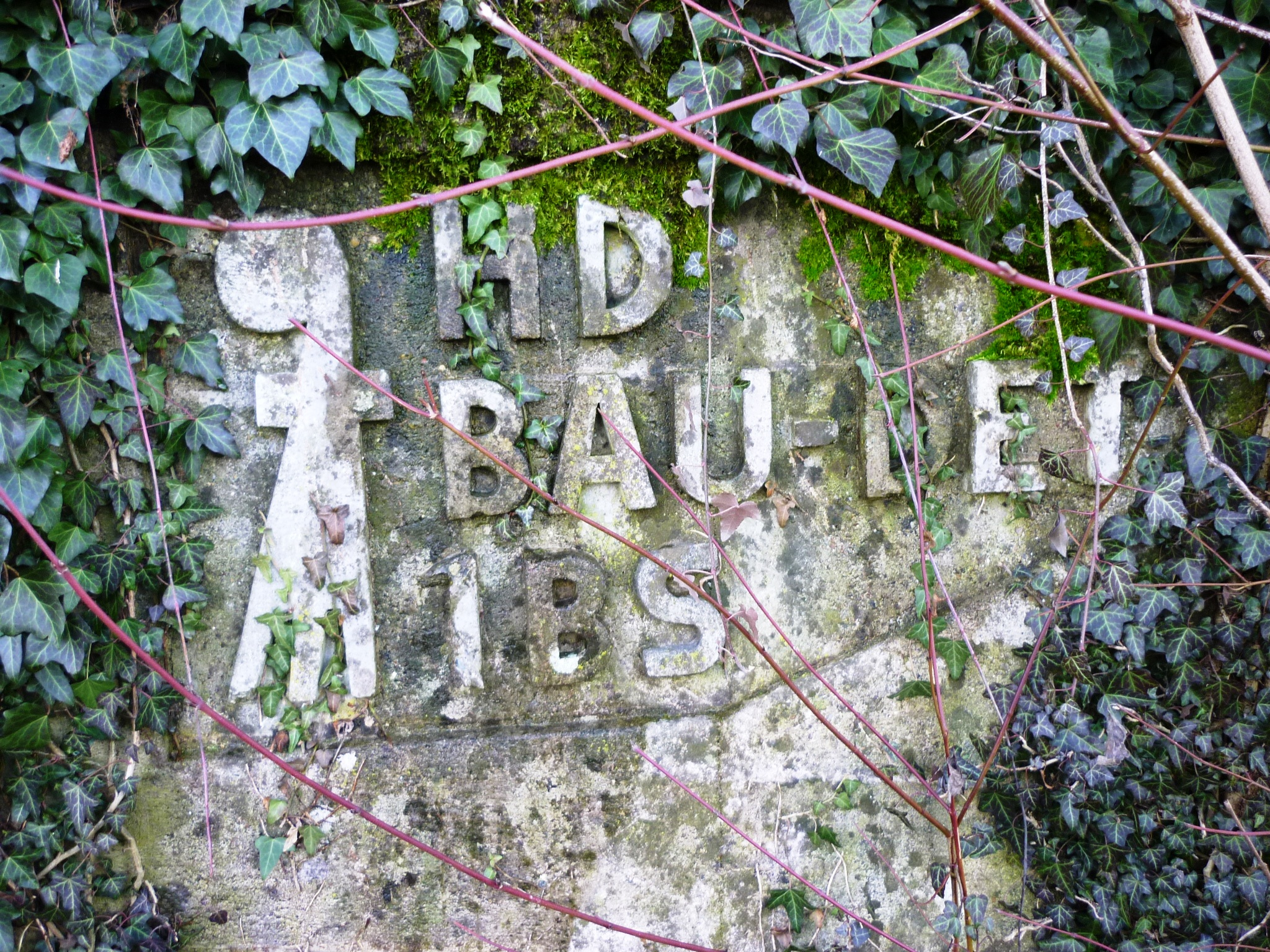
Von einem Basler HD-Baudetachement als Teil der Limmatstellung errichtete Tankmauer Lindenbüel, Dietikon

Der Hilfsdienst (HD) war in der Schweizer Armee ab 1909 eine unbewaffnete Dienstgattung, welche Hilfsarbeiten zugunsten von Kampftruppen zu leisten hatte. Männer, die dem HD zugeteilt wurden, waren nicht in der Lage, den Anforderungen des Wehrdienstes mit der Waffe zu genügen. Sie unterstanden der Dienstpflicht, mussten jedoch keine militärische Ausbildung absolvieren. Ende 1990 wurde der HD ersatzlos aufgehoben.

## HD im Zweiten Weltkrieg
Die Bundesverordnung von 1909 wurde bei Beginn des Zweiten Weltkriegs im Jahre 1939 auf den neu gegründeten Frauenhilfsdienst (FHD) ausgedehnt.
Die Mannschaftsstärke des Hilfsdienstes betrug im Zweiten Weltkrieg mit ca. 200'000 Mann fast die Hälfte der regulären Armee. Zwischen 1939 und 1945 gab es auch HD-Wachkompanien, welche bewaffnete Bewachungsaufträge ausführten, für die vorher Territorialtruppen zuständig waren. Vom HD befreite Personen traten in die ab 1940 eingerichteten Ortswehren oder in die Wachdienste von Unternehmen ein.
Der Kabarettist Alfred Rasser setzte dem HD mit seinem Stück HD-Soldat Läppli (Uraufführung 1945, Verfilmung 1959) ein kontrovers diskutiertes Denkmal.

## Nachkriegszeit
Nach dem Zweiten Weltkrieg umfasste der HD vor allem die für hilfsdiensttauglich erklärten Ausgehobenen (1967–1986 35'000 Personen).
Am 31. Dezember 1990 wurde der HD abgeschafft. Zu diesem Zeitpunkt HD-Pflichtige erhielten entsprechend ihrer HD-Funktionsstufe einen militärischen Grad und wurden in reguläre Einheiten umgeteilt. Seit dem 1. Januar 1991 galt der Grundsatz der differenzierten Militärdiensttauglichkeit, wo auch waffenloser Dienst und abgestufte Dispense möglich waren.
Auf diese Abstufungen wurde mit der Rekrutierungspraxis der Armee XXI ab 2004 weitgehend verzichtet. Bereits leichte Einschränkungen können neu zu Dienstuntauglichkeit führen. Dienstwillige, die als untauglich ausgemustert werden, fechten diese Entscheide vermehrt an.

## Hilfsdienstgattungen und Funktionsstufen
Die folgende Hilfsdienstgattungen existierte im 1974:
- Bewachungs-HD und Hilfspolizei
- Fliegergenie-HD
- Fliegerbeobachtungs-HD
- Luftschutz-HD
- Seilbahn-HD
- Mineur-HD
- Bau-HD
- Eisenbahn-HD
- Übermittlungs-HD und HD des Warndienstes
- Sanitäts-HD
- Intellektueller-HD
- Administrativer-HD
- Brieftauben-HD
- Wetter-HD und Lawinen-HD
- Träger-HD
- Reparatur- und Material-HD
- Motorfahrer-HD
- Veterinär-HD
- Munitions-HD
- Film- und Foto-HD
- AC Schutz-HD
- Mobilmachungs-HD
- Bekleidungs-HD
- Motorlastschiff-HD
- Koch-HD
- Fürsorge-HD

Wehmänner des Hilfsdienstes könnte im Funktionsstufen 5 bis 1a eingereiht werden. Sie tragen da Funktionsstufenabzeichen nach der Bekleidungsverordnung von 1974 oder Funktionsabzeichen nach der Ordonnanz von 1940:
- Funktionsstufe 5. Ein Balken. (Im 1950 Gruppenführer genannt.)
- Funktionsstufe 4. Zwei Balken. (Dienstführer, Rechnungsführer)
- Funktionsstufe 3. Ein Winkel. (Kommandant kleiner Detachement oder Untergruppe)
- Funktionsstufe 2. Zwei Winkel. (Kommandant grösser Detachement)
- Funktionsstufe 1. Drei Winkel. (Kommandant von Abteilungen mit mehreren Detachements)
- Funktionsstufe 1a. Ein Winkel mit Stern.